# Vojkan Borisavljević
Vojkan Borisavljević (Nagybecskerek, 1947. május 5. – Belgrád, 2021. február 23.) szerb zeneszerző és karmester.

## Élete
Több mint ötszáz dalt szerzett, amelyet többek között olyan ismert művészek adtak elő mint Leo Martin, Zdravko Čolić, Đorđe Marjanović és Miki Jevremović. Számos televíziós sorozat és film zenéjét szerezte, a legismertebb a Forró szél (Vruć vetar) című filmsorozat zenéje volt.

## Fontosabb filmzenéi
- Belgrádi románc (Višnja na Tašmajdanu) (1968)
- Obraz uz obraz (1972–1974, tv-sorozat, 12 epizód)
- Partizánok (Partizani) (1974)
- Više od igre (1977, tv-sorozat, kilenc epizód)
- Forró szél (Vruć vetar) (1980, tv-sorozat, tíz epizód)
- Sivi dom (1986, tv-sorozat, 12 epizód)
- Lajanje na zvezde (1998)
- Ahol a sárga citrom virágzik (Gde cveta limun zut) (2006, dokumentumfilm)
- Bela lađa (2006–2012, tv-sorozat, 90 epizód)
- Santa Maria della Salute  (2017, tv-film, 11 epizód)